# Triainolepis tomentella
Triainolepis tomentella är en måreväxtart som beskrevs av Cornelis Eliza Bertus Bremekamp. Triainolepis tomentella ingår i släktet Triainolepis och familjen måreväxter. Inga underarter finns listade i Catalogue of Life.